# Бібліотека Конгресу
Бібліотека Конгресу (англ. Library of Congress, LOC) — національна бібліотека Сполучених Штатів Америки та дослідницький підрозділ Конгресу США. Є найбільшим за площею книгосховищем та однією з найважливіших бібліотек світу. Розташована у Вашингтоні, має три основні будівлі.

## Історія
Бібліотека Конгресу заснована 24 квітня 1800 року, коли президент США Джон Адамс підписав закон про перенесення столиці держави з Філадельфії до Вашингтона. Закон серед іншого містив пункт про виділення 5 000 $ (тоді вельми значна сума) «на придбання книг, які можуть знадобитися Конгресу, і створення відповідного приміщення для їхнього зберігання». У цьому ж законі також визначалися правила функціонування бібліотеки, за якими, її відвідування та доступ до ресурсів отримували лише президент та віцепрезидент США, члени Сенату США та Палати представників (Конгрес США). Тому бібліотека одержала назву «Бібліотека Конгресу». 26 січня 1802 року було засновано офіційну посаду бібліотекаря Конгресу. Першим бібліотекарем Конгресу став Джон Джеймс Беклі.
Початковий фонд становив 740 книг і три географічні мапи Америки, що були куплені в Лондоні. Президент Томас Джефферсон, який заступив на посаду президента 4 березня 1801 року, почав серйозно займатися розбудовою фонду Бібліотеки. При ньому бібліотечний фонд став розширюватися значно швидше.
Через 8 років присягу президента приніс Джеймс Медісон на долю якого випав важкий тягар — керівництво країною під час Англо-американської війни 1812—1814 років. У ході війни, в серпні 1814 року Вашингтон був практично спалений англійцями. Згорів дотла й Капітолій, де на той час знаходилася бібліотека. Після звільнення від британських військ столиці США, Медісон розпорядився відновити бібліотеку. Екс-президент та пристрасний бібліофіл Джефферсон запропонував Конгресу придбати його приватне зібрання з 6487 томів різними мовами, яке він збирав понад півстоліття. Пропозицію було прийнято. Сума угоди становила 23 940 доларів. Відтоді Бібліотеку Конгресу часом називають Бібліотекою Джефферсона.
Проте 1851 року бібліотека зазнала великої шкоди від другої пожежі, під час якої загинула велика частина книг, придбаних у Томаса Джефферсона та приблизно 2/3 всіх книг фонду, який становив на той час 55 000 різних видань. Через рік після пожежі з державного бюджету було виділено 168 700 доларів на відновлення бібліотеки. Левова частка цих коштів пішла на будівельно-ремонтні роботи.
У 1850-ті роки в Бібліотеку Конгресу були допущені міністри, керівники деяких відомств, члени Верховного суду, представники політичних партій, відомі науковці та письменники США, журналісти найбільших американських ЗМІ.
1870 року, завдяки зусиллям тодішнього головного бібліотекаря Ейнсворта Ренда Споффорда, на урядовому рівні було прийнято указ про обов'язковий примірник. За цим указом, один примірник будь-якого видання, яке було надруковане на території Сполучених Штатів, повинен передаватися на збереження в Бібліотеку Конгресу. Тоді ж законодавчо був закріплений порядок отримання та витрачання грошових коштів, що надходять в бібліотеки з державного бюджету, передбачено низку стимулів та заохочень для приватних осіб, фірм, громадських об'єднань та партій, які бажають підтримати фонд фінансово або безоплатно передати їй колекції книг, періодики, документів, тощо.
Герберт Патнем, який очолював бібліотеку з 1899 до 1939 року, розробив зручну систему класифікації книг, а наприкінці свого керівництва відкрив другу, спеціально збудовану для Бібліотеки Конгресу, будівлю. Філії було присвоєно ім'я засновника бібліотеки — Джона Адамса. На нову будівлю було виділено 6 500 000$.
У 1930-ті роки Бібліотека Джефферсона отримала статус національної, і право на першочергове комплектування фондів за рахунок коштів бюджету США.
З 1939 по 1944 бібліотекою керував Арчибальд Макліш, з 1945 по 1953-й рік її очолював Лютер Еванс, з 1954 по 1974 — Квінсі Мамфорд, а з 1975 по 1987 — Деніел Бурстін.
1980 року побудовано третю, найбільшу за площею будівлю Бібліотеки Конгресу США, якій присвоєно ім'я Джеймса Медісона. У будівлі Медісона зберігаються газети та журнали на багатьох мовах світу. Директор бібліотеки Деніел Бурстін у 1980—1982 роках організував переїзд частини фондів до нового приміщення. Завдяки значному зростанню коштів, що виділялися на бібліотеку (116 млн доларів у 1975, 250 млн — у 1987), Бурстін зосередився на розширенні фондів бібліотеки через організацію тісних зв'язків з широкими колами письменників, журналістів, видавців, науковців та бізнесменів.
1987 року президент Рональд Рейган призначив нового директора бібліотеки. Ним став Джеймс Біллінгтон, який залишається на цій посаді й донині. Біллінтон провів велику роботу з комп'ютеризації бібліотеки та кооперації з навчальними закладами. Закінчення Холодної війни уможливило налагодити зв'язки з бібліотеками Східної Європи й зокрема з Національною науковою бібліотекою України. У середині 1990-х Бібліотека Конгресу почала роботу над створенням Національної цифрової бібліотеки, хоча цей проєкт мав і своїх критиків. У листопаді 2005 року бібліотека разом з ЮНЕСКО виступила ініціатором створення Світової цифрової бібліотеки, метою якої було проголошено збереження культурної пам'яті всього світу.
У квітні 2010 року бібліотека оголосила про свій намір архівувати всю публічну комунікацію мережі Twitter, починаючи з моменту запуску цього проєкту в березні 2006 року. Таким чином бібліотека архівує до 400 млн твітів за день. Наразі заархівовано близько 170 млрд твітів, проте ці матеріали поки що не доступні для публіки через проблеми зі зберіганням, каталогізуванням та індексацією цієї інформації.

## Будівлі бібліотеки
Фонди Бібліотеки Конгресу розміщені в трьох будівлях на Капітолійському пагорбі та в депозитарії в сільській місцевості штату Вірджинія. Всі будівлі бібліотеки на Капітолійському пагорбі з'єднані підземними переходами, тож читачі бібліотеки змушені проходити охорону лише на вході. Бібліотека також має окремий депозитарій для матеріалів, що рідко використовуються.

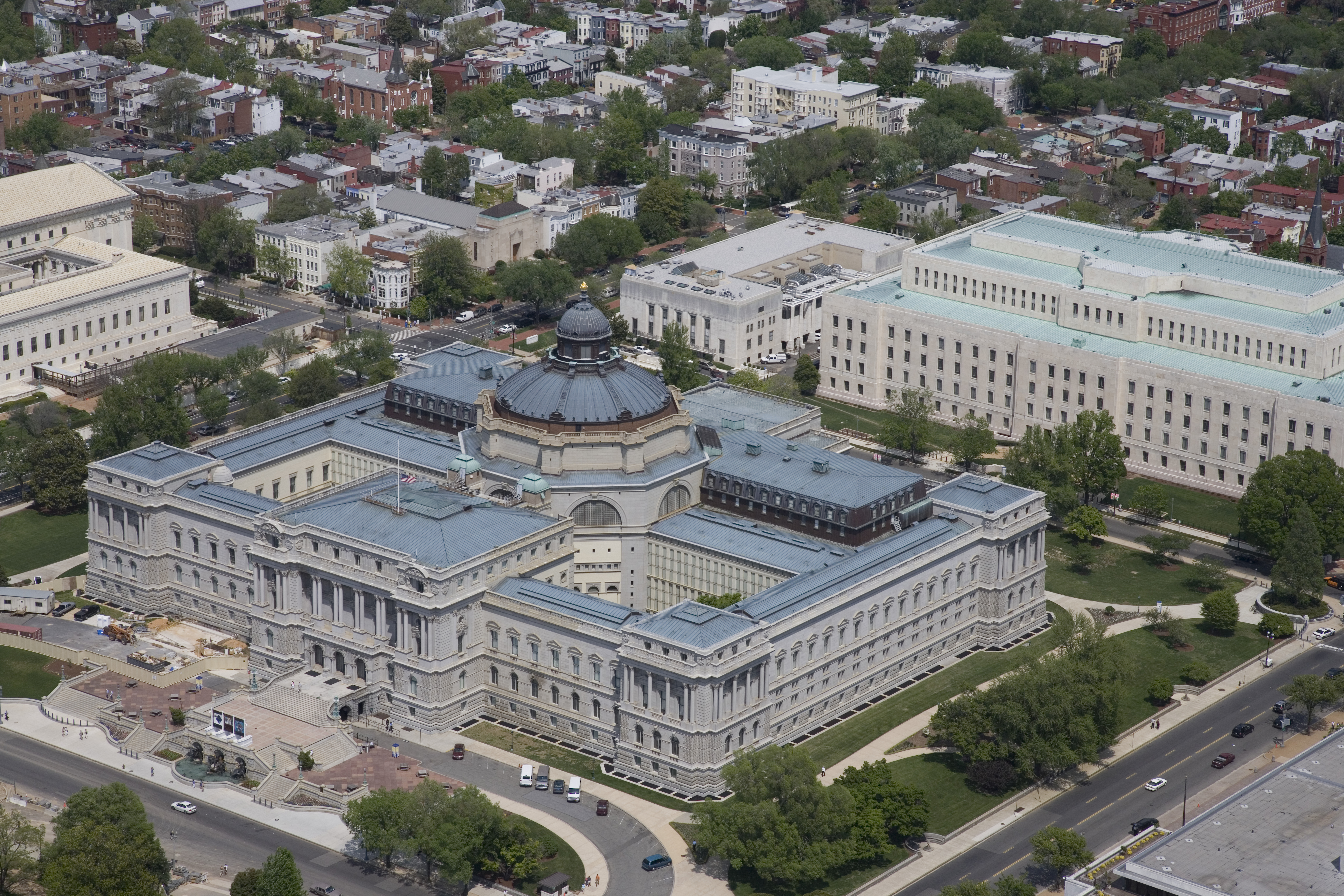
Будівля Томаса Джефферсона
Будівля Томаса Джефферсона розташована між Індепенденс-авеню, вулиці Іст Кепітол (East Capitol Street) на вулиці Фест СІ (1st Street SE). Вона була відкрита 1897 року як основна будівля бібліотеки і є найстарішою з трьох будівель. Спочатку відома як будівля бібліотеки Конгресу, або головна будівля, вона отримала свою нинішню назву 13 червня 1980 року.
Будівля Джона Адамса
Будівля Джона Адамса розташована між Індепенденс-авеню, вулиці Іст Кепітол (East Capitol Street) та вулиці Секонд СІ (2nd Street SE) і прилягає до будівлі Джефферсона. Будівлю спершу було споруджено як прибудову до будівлі Джефферсона. Вона відкрила свої двері читачам 3 січня 1939 року.

Будівля меморіалу Джеймса Медісона
Будівля меморіалу Джеймса Медісона розташована між вулицями Фест, Секонд та Індепенденс-авеню СІ. Будівля була споруджена в 1971—1976 роках, і служила офіційним меморіалом президента Джеймса Медісона.
Будівля Медісона дала притулок театру Мері Пікфорд, «залу ознайомлення з кіно- і телевізійними фільмами» бібліотеки Конгресу. Театр проводить регулярні безкоштовні покази класичних і сучасних фільмів, телевізійних шоу.

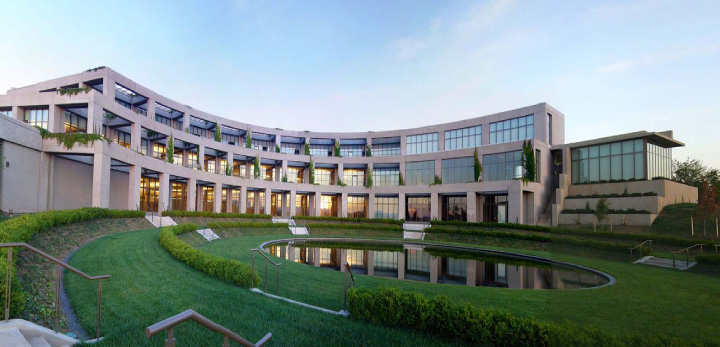
Національний центр збереження аудіо-візуальних матеріалів
Національний центр збереження аудіо-візуальних матеріалів, який іноді називають кампус Пакарда, — найновіша будівля бібліотеки Конгресу, відкрита 2007 року і розташована в Калпепері, штат Вірджинія. Вона було реконструйована з колишнього сховища ФРС та бункера часів Холодної війни. Кампус був спроєктований як центр зберігання всіх бібліотечних колекцій фільмів, телевізійних передач та музики. Центр названий на честь Девіда Вудлі Пакарда, чий Гуманітарний інститут керував проєктуванням та будівництвом корпусів бібліотеки. Центральним елементом комплексу став кінотеатр у стилі Ар Деко, де щотижня можна безкоштовно переглянути запропоновані фільми з фондів бібліотеки.

## Фонди
Загальний обсяг фондів Бібліотеки нараховує понад 158 мільйонів одиниць збереження (стан: травень 2014 року). В тому числі:
- понад 35 мільйонів каталогізованих книжок та інших друкованих матеріалів 470 мовами;
- більше 68 мільйонів рукописів;
- найбільша в Північній Америці колекція рідкісних видань, в тому числі Біблія Гутенберга (одна з трьох найкращих копій на пергаменті)[9];
- більше 1 мільйона публікацій Федерального уряду США;
- 1 мільйон випусків газет за останні три століття;
- 33 000 томів газетних підшивок;
- 500 000 котушок мікрофільмів;
- понад 6000 назв коміксів[10];
- найбільша у світі колекція законодавчих матеріалів;
- фільми;
- 5,3 мільйони мап, в тому числі мапа 1507 року, на якій вперше використовується назва «Америка»[11];
- нотні видання;
- 2,9 мільйони звукозаписів;
- колекція музичних інструментів, в тому числі скрипка Страдіварі «Беттс».

## Організація роботи бібліотеки

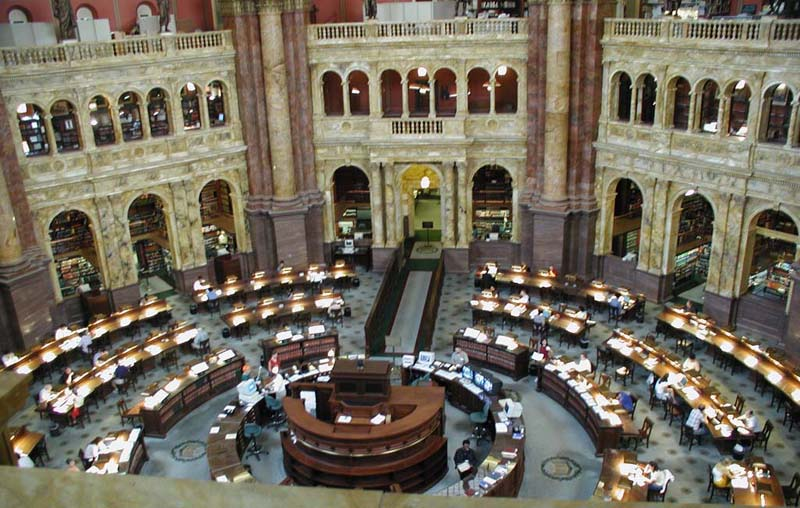
Читальна зала

Бібліотека Конгресу відкрита для публіки для проведення досліджень та екскурсій з гідом. Вона має 18 читальних зал на 1460 читацьких місць. Лише особи, що мають (Reader Identification Card), яку можна отримати в Будівлі Медісона, мають доступ до читальних зал та колекцій. Таку картку може одержати будь-яка особа, що досягла 16-річного віку, за пред'явлення офіційного документу (паспорт, водійське посвідчення, посвідчення особи). Користуватися книжками й іншими матеріалами можна лише в приміщенні бібліотеки. Брати книжки додому мають право виключно члени парламенту США, представники уряду, члени Вищого суду США, а також офіційні помічники зазначених категорій осіб.
З бібліографічних видань бібліотеки Конгресу найвизначнішими є «Національний зведений каталог» («The National Union Catalog»), що виходить з 1958 року щомісяця, та зведений каталог книг, що зберігаються в бібліотеках США (610 000).

Логотип Бібліотеки Конгресу.
Інший варіант логотипу.
Офіційна печатка Бібліотеки Конгресу.
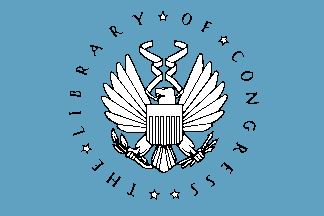
Прапор Бібліотеки Конгресу.

## Скарби бібліотеки

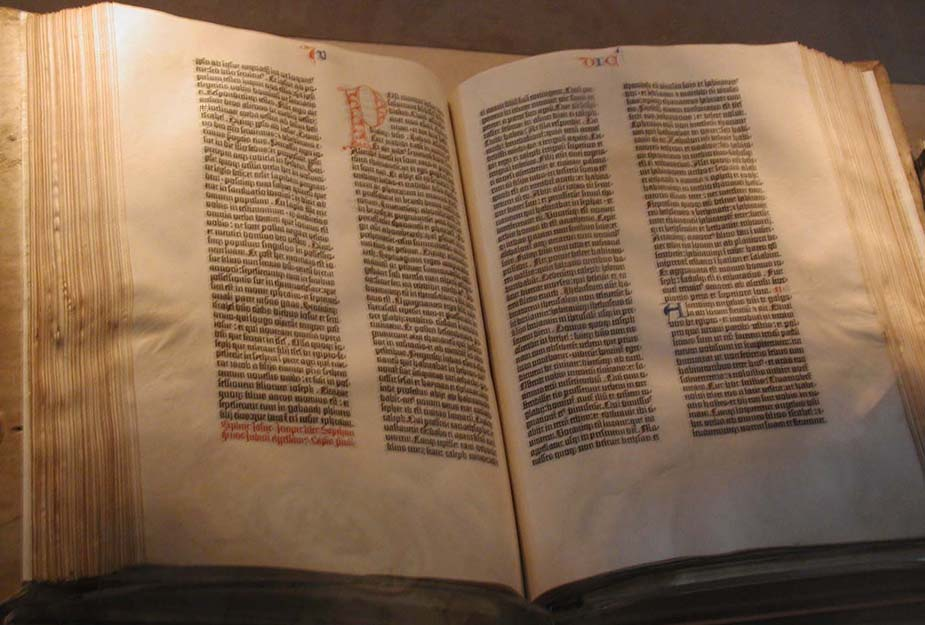
Біблія Гутенберга з Бібліотеки Конгресу.

Бібліотека Конгресу має величезну кількість рідкісних та особливо цінних видань і документів. Зокрема тут зберігаються рідкісні видання грецьких і латинських авторів, таких як Геродот чи Лукрецій, багатьох авторів епохи Відродження (Микола Коперник, Андреас Везалій, Джорджо Вазарі, Рене Декарт), рідкісні видання авторів епохи Просвітництва (Вольтер, Руссо, Дені Дідро). Тут зберігається повне видання Енциклопедії Дідро.
Бібліотека має 5 600 примірників 3797 назв інкунабул Це одна з найбільших колекцій у світі та найбільша на американському континенті. Серед інших раритетів — Біблія Гутенберга, яку було придбано для бібліотеки 1930 року за 600 000 доларів.
Окрасою колекції мап є перша «Географія» Птолемея, опублікована у Венеції 1475 року.

## Бібліотекарі Конгресу
Посада бібліотекаря Конгресу була запроваджена 1802 року. Призначення на посаду є пожиттєвим. Призначати має право Президент США після консультації та за згоди Сенату США. Згода Конгресу необхідна з 1897 року. Від часу заснування й досьогодні було 14 бібліотекарів Конгресу :

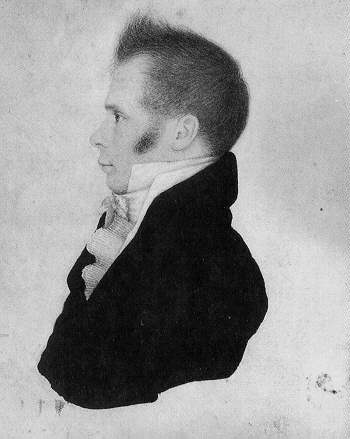
Джордж Вотерстон[en] (1815–1829)
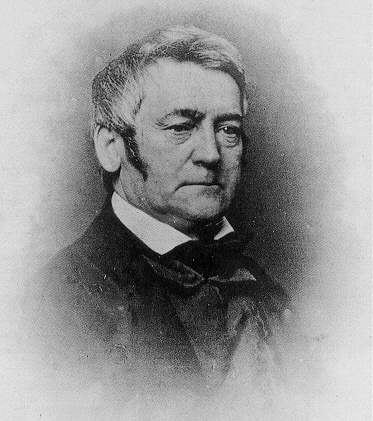
Джон Сільва Міхан (1829–1861)
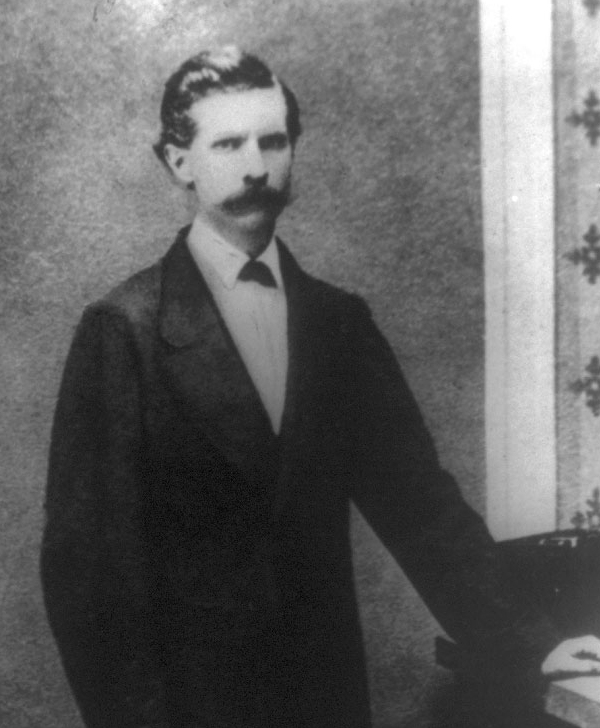
Джон Гулд Стефенсон[en] (1861–1864)
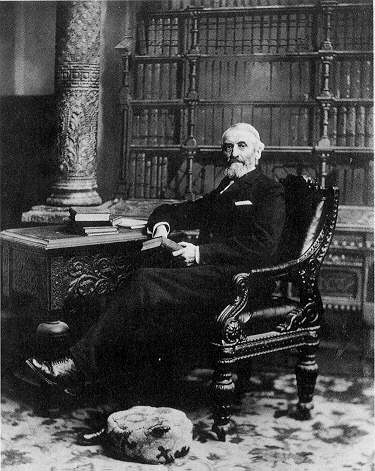
Енсворт Ранд Споффорд[en] (1864–1897)
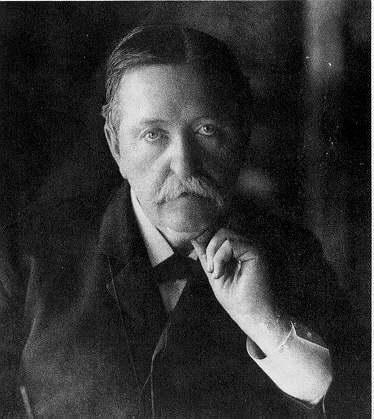
Джон Рассел Янг[en] (1897–1899)
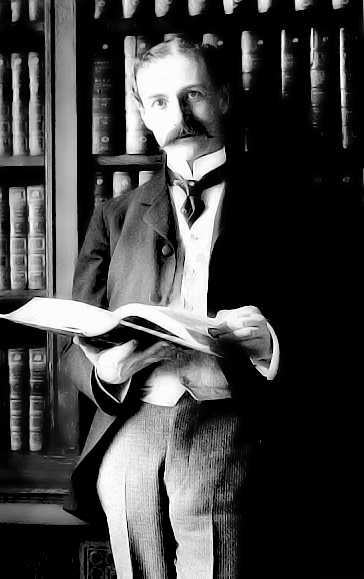
Герберт Патнем (1899–1939)
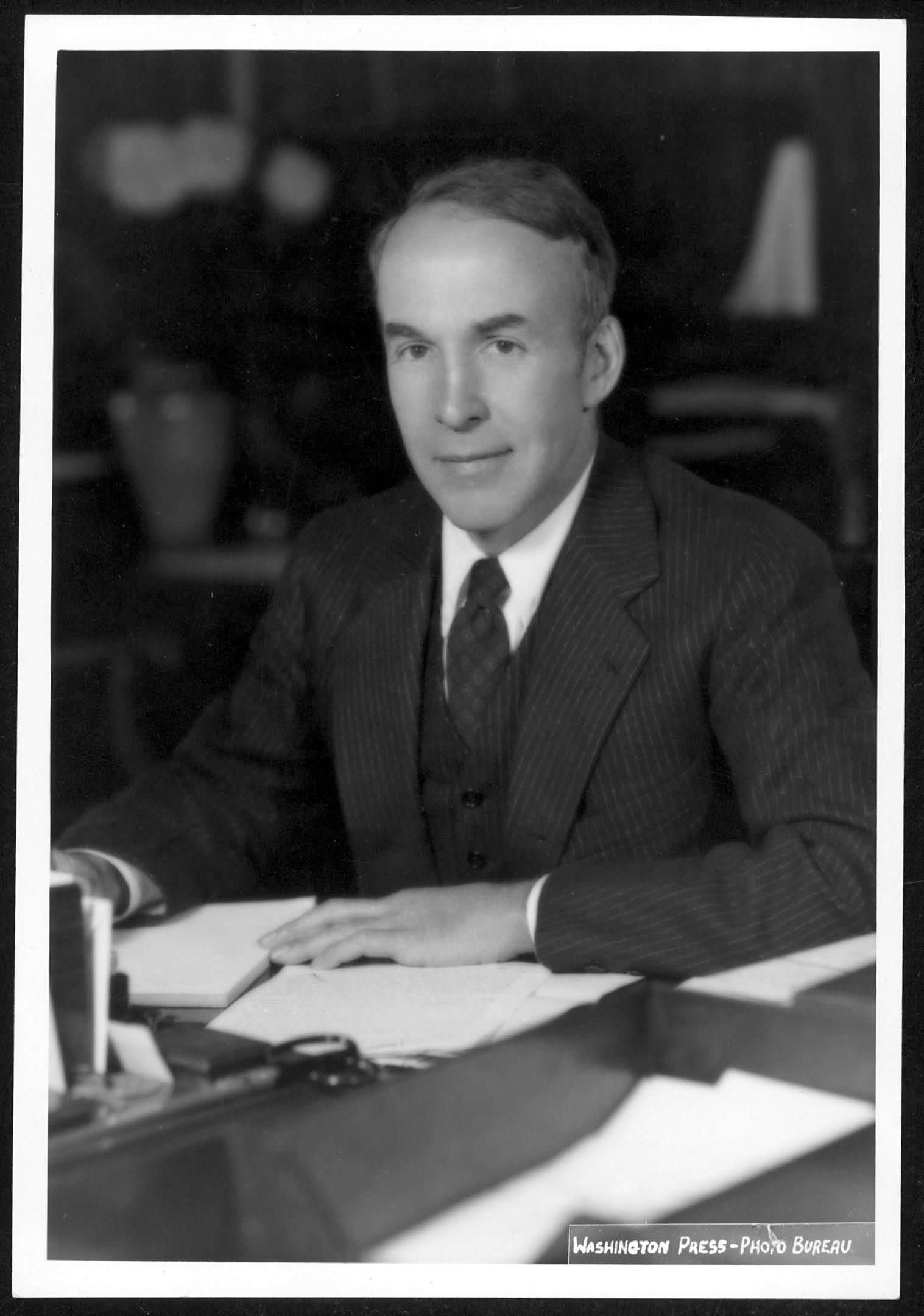
Арчібальд Макліш (1939–1944)
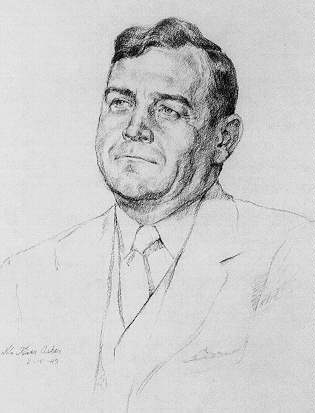
Лютер Еванс (1945–1953)
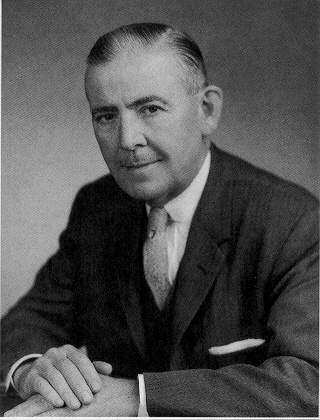
Лоренс Квінсі Мамфорд[en] (1954–1974)
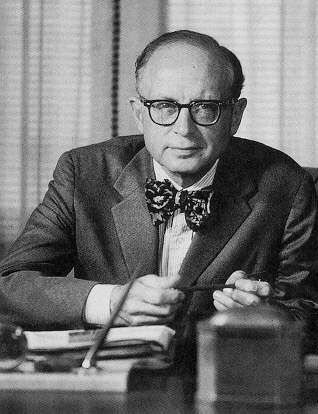
Деніел Джозеф Бурстін[en] (1975–1987)
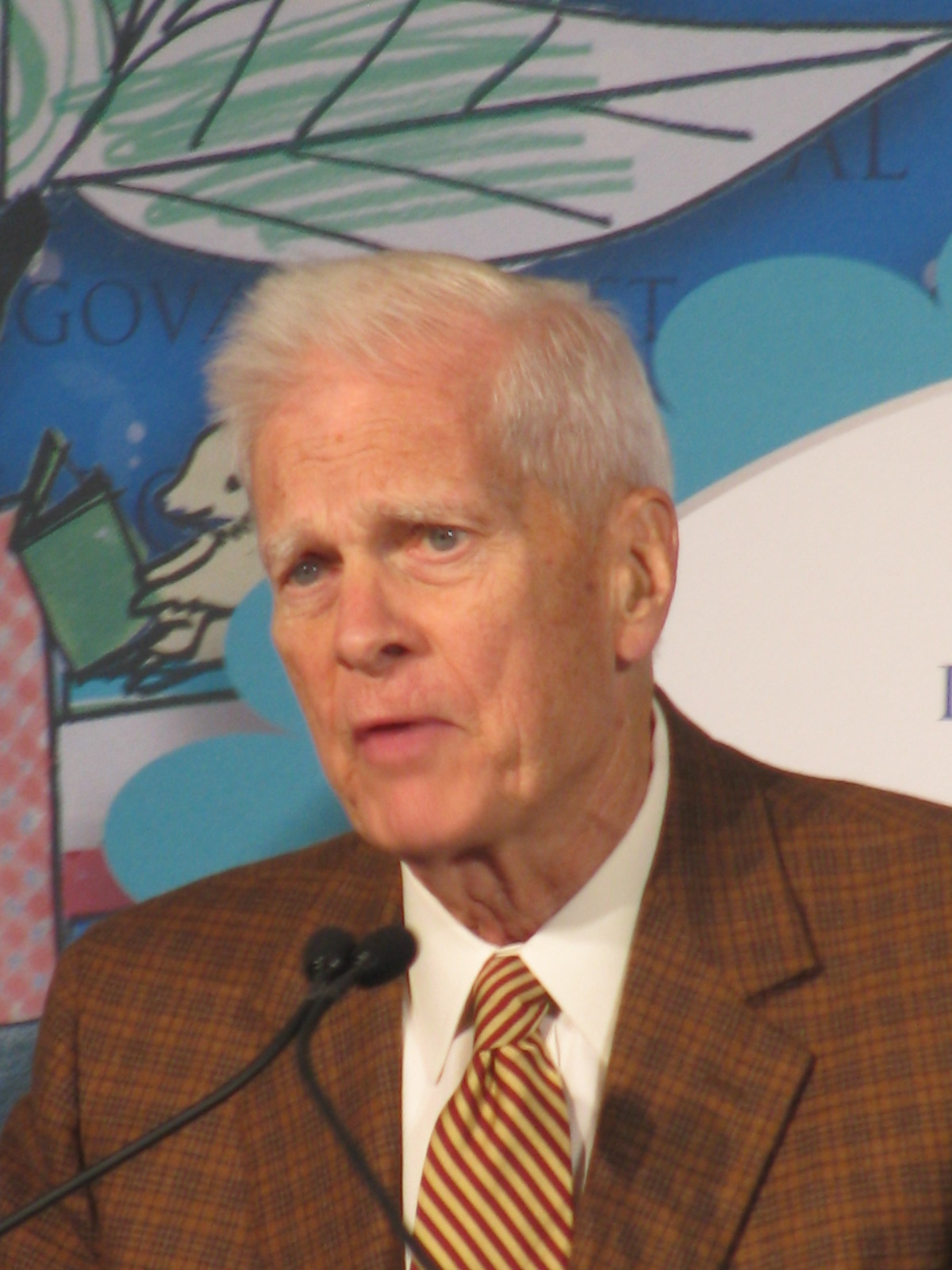
Джеймс Біллінгтон[en] (1987–2015)
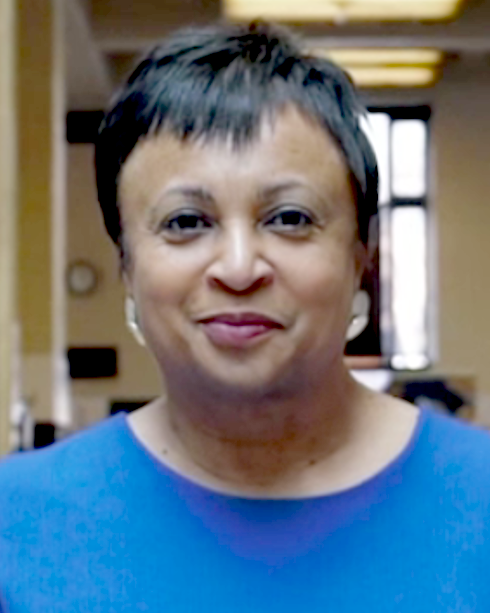
Карла Гейден (2016–)

## Формати
У Бібліотеці Конгресу використовують такі бібліотечні формати опису метаданих:
- MARC21